# Águila roja
Águila roja (lit. ‘Àguila roja’) és una sèrie de televisió espanyola de ficció històrica, ambientada a l'Espanya del segle xvii, produïda per Globomèdia per a Televisió Espanyola, que s'estrenà dijous 19 de febrer del 2009. La primera temporada va acabar el 21 de maig del mateix any, amb gairebé un 30% de share, i va convertir-se en la sèrie revelació de la temporada i la més vista. A més és la sèrie espanyola més cara amb un pressupost proper al milió d'euros. La segona temporada començà a emetre's el 7 de gener del 2010 amb una novetat: els capítols es presenten sense interrumpcions comercials, igual que la resta de la programació de la cadena. Aquesta temporada acabà el 8 d'abril del mateix any. El 23 de setembre de 2010 va començar la tercera temporada.

## Argument
- Primera temporada: l'Águila Roja vol descobrir qui matà la seva dona i venjar-ne la mort, això implica trencar el somni de les cosnpiracions contra la corona dels Àustries per part d'una societat secreta a la qual pertanyen l'Hernán "El comissari" i la Marquesa de Santillana, la Lucrècia.

- Segona temporada: després de fer que se n'anés en orris les conspiracions per a matar el rei ara l'Águila Roja es dedicarà a intentar esclarir les incògnites del seu misteriós passat.

- Tercera temporada: el Comisari es casa amb la Irene, però no consumen el matrimoni. L'aparició del marit de la Margarita posa en perill el seu casament amb en Juan de Calatrava. En Sátur se'n vol anar a Amèrica per trobar-se amb l'Estuarda i el seu fill.

- Quarta temporada: Comença a organitzar-se el casament d'en Juan i l'Eugenia sense que la Margarita en sàpiga res. En Nuño està en perill. Més pistes sobre l'origen d'en Gonzalo i apareixen nous personatges, pirates i fantasmes del passat.[3]

- Cinquena temporada: El comissari se sotmet a una delicada operació i recupera la vista, la Irene comença a prendre decisions per si mateixa. En Gonzalo i en Sátur descobreixen que han tingut a casa el Sant Greal, que els porta a unes termes romanes i a un suposat tresor desitjat per en Sátur. A més a més, la Marquesa de Santillana protagonitza un escàndol promogut per la reina que farà que sigui calumniada i rebutjada per la noblesa i pel seu propi fill, que s'avergonyirà d'ella, per la qual cosa tractarà mitjançant un matrimoni netejar el seu nom. En Juan ha de casar-se amb una noble que li ha buscat el rei. La Laura de Montignac aconsegueix entrar al palau reial per acabar amb l'infant hereter al tron en venjança per haver patit la pèrdua dels seus fills per culpa del rei; la reina farà tot el possible perquè la corona perduri i no haver de recórrer a cap bastard del rei. Arriba a la vila la Sagrario de Castro i el seu fill Jacobo, el "vertader" marquès de Santillana, relegant a un humiliant segon pla en Nuño; ell i la Irene comencen una relació prohibida. La Marina és capturada pel comissari, qui, perquè confessi on té el tresor del seu marit, la lliurarà als seus homes perquè la torturin i la violin. Reapareix en Richard Blake, acabant així amb la presència dels pirates. La Catalina i en Cipri continuaran amb la seva relació i en Gonzalo es proposarà seriosament demanar matrimoni a la Margarita.

## Personatges

### Primera temporada
| Actor / Actriu   | Personatge                                  | Breu descripció |
| ---------------- | ------------------------------------------- | --- |
| David Janer      | Gonzalo de Montalvo                         | És un mestre d'escola de dia i un justicier anomenat Águila Roja de nit. Estudià a Àsia per obtenir les habilitats que posseeix, i és guiat per un misteriós monjo anomeant Agustín. El seu objectiu és venjar la seva dona assassinada en mans d'una estranya societat secreta. A la segona temporada té l'objectiu de descobrir el seu passat. És germà de la Irene i del comissari.                     |
| Javier Gutiérrez | Saturno "Satur" García                      | El fidel criat de l'Águila Roja. És un bergant professional que l'acompanya en les seves aventures com a justicier. |
| Pepa Aniorte     | Catalina "Cata"                             | Dona d'en Floro, mare d'en Murillo i donzella de la Marquesa. |
| Inma Cuesta      | Margarita Hernando                          | Cunyada d'en Gonzalo, tieta de l'Alonso i germana de la Cristina. Va estar enamorada d'en Gonzalo, fins al punt d'estar amb un noble per tal de posar-lo gelós. Al final en Gonzalo es va batre en duel amb el noble, el matà i en fugí. A la segona temporada, és capturada i venuda com a esclava, fins que l'Águila Roja la rescata.                                                                    |
| Miryam Gallego   | Marquesa Lucrecia de Santillana             | És una noble vídua pertanyent a l'estranya secta a la qual el comissari serveix i mare d'en Nuño. És amiga de la infància de la Margarita, i fou possiblement amant d'en Gonzalo durant un temps. |
| Santiago Molero  | Cipriano "Cipri"                            | Propietari d'una posada, marit de la Inés i pare adoptiu de la Matilde. |
| Erika Sanz       | Inés †                                      | Posadera, dona d'en Cipri i mare adoptiva de la Matilde. A la segona temporada abandona en Cipri i se'n va de casa amb la Matilde, tot seguit entra al servei del cardenal Mendoza. La Inés torna a ser vista en diverses ocasions pel seu marit, però ningú se'l creu. És enclaustrada en un convent i mor poc després de parir un fill, quan s'havia escapat per anar a buscar el seu fill que és robat. |
| Roberto Álamo    | Juan de Calatrava, duc de Velasco i Fonseca | Metge de la Vil·la i promès de la Margarita |
| Guillermo Campra | Alonso de Montalvo                          | Fill d'en Gonzalo i de la Cristina. Es tracta d'un noi inquiet que admira l'Águila Roja, però no sap que és el seu pare. |
| Borja Sicilia    | Murillo                                     | Fill de la Catalina i d'en Floro, amic de l'Alonso. |
| Óscar Casas      | Gabi García                                 | Fill d'en Sátur i de l'Estuarda i amic de l'Alonso. Se'n va amb la seva mare a Amèrica. |
| Patrick Criado   | Nuño de Santillana                          | Fill de la Marquesa de Santillana. El Comissari és el seu pare vertader, però ell no ho sap. |
| Francis Lorenzo  | Comissari Hernán Mejías                     | Amant de la Marquesa de Santillana, els seus majors objectius són complir els designis de la misteriosa societat secreta i eleminar l'Águila Roja. També aprofita el seu poder com a comissari per exercir la corrupció a la Vil·la. És també germà d'en Gonzalo, però no ho sap. S'assabenta que és el pare d'en Nuño, que se l'estima com un fill.                                                       |
| Marta Aledo      | Estuarda                                    | Mare d'en Gabi. Es dedica a la prostitució. Desapareix de la Vil·la per anar-se'n a Amèrica. |
| Sonia Lázaro     | Matilde                                     | Filla de la curandera, recollida per la Inés i en Cipriano. A la segona temporada deixa d'aparèixer-hi, pressumiblement per l'anada de la Inés. |
| Xabier Elorriaga | Rei d'Espanya                               | Va estar sota la mira de la societat secreta, fou salvat diverses vegades per l'Águila Roja. |
| Adolfo Fernández | Agustín †                                   | Monjo de la Vil·la aliat de l'Águila Roja. Mort al primer capítol de la segona temporada, assassinat per l'orde del cardenal Mendoza. |
| Pepe Quero       | Floro †                                     | Barber de la Vil·la, marit de la Catalina i pare d'en Murillo. Mort al vuitè capítol de la primera temporada, assassinat per una ninja japonesa, la seva dona pensa que segueix viu, de viatge a Amèrica. |
| Barbara Lennie   | Cristina Hernando †                         | Dona d'en Gonzalo, germana de la Margarita i mare de l'Alonso. Mor a mans del comissari al primer capítol. |

### Segona temporada
| Actor / Actriu   | Personatge       | Breu descripció |
| ---------------- | ---------------- | --- |
| José Ángel Egido | Cardenal Mendoza | Cardenal. |
| Elisa Mouliaá    | Irene            | Neboda del cardenal. No sap que en realitat és germana d'en Gonzalo i de l'Hernán, el seu marit i, per tant, filla del Rei. |
| Roger Berruezo   | Martín           | Nebot de la Catalina. Està enamorat de la Irene.                                                                            |
| Andrea Ros       | Blanca           | Germana de l'Estuarda, apareix únicament al capítol en què és segrestada.                                                   |
| Marta Calle      | Marta            | Criada jove de la marquesa.                                                                                                 |

### Tercera temporada
| Actor / Actriu   | Personatge        | Breu descripció                                                           |
| ---------------- | ----------------- | ------------------------------------------------------------------------- |
| Alberto San Juan | Víctor †          | Membre de la companyia d'en Juan de Calatrava i ex-marit de la Margarita. |
| Manuela Velasco  | Eugenia de Molina | Duquessa de Monfragüe, antiga xicota d'en Juan de Calatrava               |

### Quarta temporada
| Actor / Actriu       | Personatge         | Breu descripció                                                                             |
| -------------------- | ------------------ | ------------------------------------------------------------------------------------------- |
| Mónica Cruz          | Mariana            | La dona del pirata Richard Blake. Coneix en Gonzalo des de fa temps.                        |
| Lydia Bosch          | Madre Isabel       | Religiosa amb un passat de secrets inconfessables.                                          |
| Julia Gutiérrez Caba | Laura de Montignac | Mare d'en Gonzalo. Fa temps la varen donar per morta i ara viu a la indigència.             |
| Antonio Molero       | Mateo              | Amic d'en Sátur. Abans era capellà.                                                         |
| Josep Maria Pou      | Pare Alejandro     | Estudiós de les Sagrades Escriptures que es veurà perseguit pel Cardenal Mendoza i pel Rei. |
| Álvaro de Luna       | Duque de Alba      | Ofereix feina a en Sátur després de salvar-li la vida.                                      |

## Episodis i audiències
| Capítol           | Data d'emissió                 | Audiència | Share | Ver |
| ----------------- | ------------------------------ | --------- | ----- | --- |
| PRIMERA TEMPORADA |                                |           |       |     |
| 1 (1)             | Dijous 19 de febrer de 2009    | 5.013.000 | 26,4% |     |
| 2 (2)             | Dijous 26 de febrer de 2009    | 5.056.000 | 26,5% |     |
| 3 (3)             | Dijous 5 de març de 2009       | 4.899.000 | 25,8% |     |
| 4 (4)             | Dijous 12 de març de 2009      | 4.466.000 | 25,6% |     |
| 5 (5)             | Dijous 19 de març de 2009      | 4.534.000 | 25,1% |     |
| 6 (6)             | Dijous 26 de març de 2009      | 4.505.000 | 24,5% |     |
| 7 (7)             | Dijous 2 d'abril de 2009       | 4.561.000 | 24,5% |     |
| 8 (8)             | Dijous 16 d'abril de 2009      | 4.768.000 | 25,4% |     |
| 9 (9)             | Dijous 23 d'abril de 2009      | 4.626.000 | 25,4% |     |
| 10 (10)           | Dijous 30 d'abril de 2009      | 3.827.000 | 22,9% |     |
| 11 (11)           | Dijous 7 de maig de 2009       | 4.496.000 | 25,5% |     |
| 12 (12)           | Dijous 14 de maig de 2009      | 4.509.000 | 25,7% |     |
| 13 (13)           | Dijous 21 de maig de 2009      | 5.026.000 | 28,4% |     |
| SEGONA TEMPORADA  |                                |           |       |     |
| 1 (14)            | Dijous 7 de gener de 2010      | 5.622.000 | 27,6% |     |
| 2 (15)            | Dijous 14 de gener de 2010     | 5.231.000 | 25,8% |     |
| 3 (16)            | Dijous 21 de gener de 2010     | 5.355.000 | 26,6% |     |
| 4 (17)            | Dijous 28 de gener de 2010     | 5.753.000 | 28,4% |     |
| 5 (18)            | Dijous 4 de febrer de 2010     | 5.732.000 | 28,4% |     |
| 6 (19)            | Dijous 11 de febrer de 2010    | 5.804.000 | 28,7% |     |
| 7 (20)            | Dijous 18 de febrer de 2010    | 5.771.000 | 28,8% |     |
| 8 (21)            | Dijous 25 de febrer de 2010    | 5.642.000 | 28,1% |     |
| 9 (22)            | Dijous 4 de març de 2010       | 5.804.000 | 29,5% |     |
| 10 (23)           | Dijous 11 de març de 2010      | 5.665.000 | 28,8% |     |
| 11 (24)           | Dijous 18 de març de 2010      | 5.324.000 | 29,5% |     |
| 12 (25)           | Dijous 25 de març de 2010      | 5.489.000 | 28,9% |     |
| 13 (26)           | Dijous 8 d'abril de 2010       | 5.722.000 | 29,7% |     |
| TERCERA TEMPORADA |                                |           |       |     |
| 1 (27)            | Dijous 23 de setembre de 2010  | 5.523.000 | 29,5% |     |
| 2 (28)            | Dijous 30 de setembre de 2010  | 5.358.000 | 28,7% |     |
| 3 (29)            | Dijous 7 d'octubre de 2010     | 5.898.000 | 30,2% |     |
| 4 (30)            | Dijous 14 d'octubre de 2010    | 5.747.000 | 29,5% |     |
| 5 (31)            | Dijous 21 d'octubre de 2010    | 5.839.000 | 29,7% |     |
| 6 (32)            | Dijous 28 d'octubre de 2010    | 6.028.000 | 30,3% |     |
| 7 (33)            | Dijous 4 de novembre de 2010   | 6.434.000 | 32,5% |     |
| QUARTA TEMPORADA  |                                |           |       |     |
| 1 (34)            | Dilluns 5 de setembre de 2011  | 4.674.000 | 26,4% |     |
| 2 (35)            | Dilluns 12 de setembre de 2011 | 4.814.000 | 27,0% |     |
| 3 (36)            | Dilluns 19 de setembre de 2011 | 5.414.000 | 27,8% |     |
| 4 (37)            | Dilluns 26 de setembre de 2011 | 5.691.000 | 29,3% |     |
| 5 (38)            | Dilluns 3 d'octubre de 2011    | 5.962.000 | 30,1% |     |
| 6 (39)            | Dilluns 10 d'octubre de 2011   | 5.971.000 | 30,5% |     |
| 7 (40)            | Dilluns 17 d'octubre de 2011   | 6.249.000 | 30,3% |     |
| 8 (41)            | Dilluns 24 d'octubre de 2011   | 6.391.000 | 31,1% |     |
| 9 (42)            | Dilluns 31 d'octubre de 2011   | 4.717.000 | 27,7% |     |
| 10 (43)           | Dilluns 14 de novembre de 2011 | 6.169.000 | 29,5% |     |
| 11 (44)           | Dilluns 21 de novembre de 2011 | 6.051.000 | 29,6% |     |
| 12 (45)           | Dilluns 28 de novembre de 2011 | 6.156.000 | 30,0% |     |
| 13 (46)           | Dilluns 5 de desembre de 2011  | 5.661.000 | 28,6% |     |
| 14 (47)           | Dilluns 12 de desembre de 2011 | 6.037.000 | 28,9% |     |
| 15 (48)           | Dilluns 19 de desembre de 2011 | 6.178.000 | 29,4% |     |
| 16 (49)           | Dilluns 9 de gener de 2012     | 5.937.000 | 28,4% |     |
| 17 (50)           | Dilluns 16 de gener de 2012    | 6.163.000 | 30,3% |     |
| 18 (51)           | Dilluns 23 de gener de 2012    | 6.123.000 | 30,8% |     |

## Emissió internacional
La sèrie s'ha emès a més de 20 països:
| País         | Canal de TV             | Títol            |
| ------------ | ----------------------- | ---------------- |
| Mundial      | TVE internacional       | Águila roja      |
| Bèlgica      | La Trois                | Aigle Rouge      |
| Bulgària     | bTV bTV Cinema          | Червения орел    |
| Bolívia      | TVE Televisión Española | Águila Roja      |
| Cuba         | Tele Rebelde            | Águila Roja      |
| Estats Units | V-ME                    | Águila Roja      |
| França       | Virgin 17               | Aigle Rouge      |
| Mèxic        | TVC Networks            | Águila Roja      |
| Uruguai      | Saeta TV Canal 10       | Águila Roja      |
| Puerto Rico  | PRTV                    | Águila Roja      |
| Argentina    | Metro-Goldwyn-Mayer     | Águila Roja      |
| Perú         | Viva TV                 | Águila Roja      |
| Polònia      | TVN 7                   | Czerwony Orzeł   |
| Sèrbia       | Happy televizija        | Crveni orao      |
| Portugal     | SIC Radical             | Águia Vermelha   |
| Xile         | La Red                  | Águila Roja      |
| Romania      | NTV                     | Cavalerul Noptii |
| Regne Unit   | ITV2                    | Red eagle        |
| Veneçuela    | Televen                 | Águila roja      |

A Mèxic va estrenar-se el diumenge 10 de juliol del 2011 en horari de màxima audiència al canal privat TVC Networks. Als Estats Units va emetre's la segona temporada el setembre del 2011.